# Nikica Jelavić
Nikica Jelavić, né le 27 août 1985 à Čapljina (Yougoslavie, aujourd'hui Bosnie-Herzégovine), était un footballeur international croate devenu entraîneur.

## Carrière

### En club

#### GOŠK Gabela et NK Neretva
Il commença à jouer au football au NK GOŠK Gabela, en Bosnie-Herzégovine. Sa carrière prit un tournant quand il rejoignit le NK Neretva, en Croatie, alors dirigé par Branko Gutić.

#### Hajduk Split
Il est acheté par le Hajduk Split, à l'âge de 15 ans, en provenance du NK Neretva. Il ne joua son premier match qu'à l'âge de 17 ans cependant.
Il fut touché par de multiples blessures, l'empêchant de jouer avec le club.
Lors de la saison 2006-07, il devint un joueur remplaçant, et joue un peu plus souvent avec le club.
Il est mis sur la liste des transferts à la fin de cette saison.

#### Zulte Waregem
En juillet 2007, Jelavić signe au Zulte Waregem, en première division belge.
Il ne joua qu'une saison sous les couleurs du Waregem, 25 matchs au total.

#### Rapid Wien
En juillet 2008, il signe au Rapid Vienne, où il joua 24 matchs la première saison.
La saison suivante, il devient titulaire et joue 33 matchs, pour 18 buts inscrits.

#### Rangers FC
L'été 2010, il est transféré au Rangers FC. Il joue son premier match dans le club écossais contre St. Johnstone. 
En janvier 2011, il subit un violent tacle de Ian Black, et est blessé pendant plusieurs mois.
Jelavić a brillé pendant ses années passées en Écosse, il marque de nombreux buts (36).

#### Everton
Fin janvier 2012, il est transféré à Everton avec un contrat de 4 ans pour 5 millions de £.
Il joue son premier match 5 jours après son arrivée, en remplaçant Denis Stracqualursi lors d'un match nul (1-1) contre le Wigan Athletic.
Il est souvent titulaire, et passe deux saisons au club, où ses performances ne passent pas inaperçues, et il commence à être régulièrement appelé en Équipe de Croatie.
Cependant, l'arrivée de Romelu Lukaku met Jelavić sur le banc. Il demande donc à partir.

#### Hull City
Il accepte un transfert à Hull City, où il devrait rester 3 ans et demi. Il perd son premier match, contre Norwich City (0:1).

#### West Ham
Le 1er septembre 2015, il s'engage pour deux ans avec West Ham.

### En équipe nationale
Jelavić dispute sa première compétition internationale lors de l'Euro 2012, compétition durant laquelle il inscrit un but face à l'Irlande au premier tour. Deux ans plus tard, il est convoqué pour participer à la Coupe du monde 2014. 

## Palmarès

### En club
- Hajduk Split
  - Champion de Croatie en 2004 et 2005
  - Vainqueur de la Coupe de Croatie en 2003
  - Vainqueur de la Supercoupe de Croatie en 2004 et 2005
- Rangers FC
  - Champion d'Écosse en 2011
  - Vainqueur de la Coupe de la Ligue d'Écosse en 2011.

### Distinction personnelle
- Joueur du mois de Premier League en avril 2012[2].

## Statistiques
| Saison    | Club          | Pays           | Championnat         | Coupes nationales | Coupes continentales    | Sélection Croatie |
| --------- | ------------- | -------------- | ------------------- | ----------------- | ----------------------- | ----------------- |
| 2002-2003 | Hajduk Split  | Prva HNL       | 2 matchs            | -                 | -                       | -                 |
| 2003-2004 | Hajduk Split  | Prva HNL       | 2 matchs            | 2 matchs          | -                       | -                 |
| 2004-2005 | Hajduk Split  | Prva HNL       | -                   | 2 matchs          | -                       | -                 |
| 2005-2006 | Hajduk Split  | Prva HNL       | 9 matchs / 3 buts   | 1 match           | -                       | -                 |
| 2006-2007 | Hajduk Split  | Prva HNL       | 22 matchs / 5 buts  | 1 match           | -                       | -                 |
| 2007-2008 | Zulte Waregem | Pro League     | 23 matchs / 3 buts  | 2 matchs          | -                       | -                 |
| 2008-2009 | Rapid Vienne  | Bundesliga     | 34 matchs / 7 buts  | 3 matchs / 1 but  | 2 matchs (C3)           | -                 |
| 2009-2010 | Rapid Vienne  | Bundesliga     | 33 matchs / 18 buts | 3 matchs / 2 buts | 12 matchs / 9 buts (C3) | 5 matchs / 1 but  |
| 2010-2011 | Rapid Vienne  | Bundesliga     | 4 matchs / 2 buts   | -                 | 4 matchs / 4 buts (C3)  | 1 match / 1 but   |
| 2010-2011 | Rangers FC    | SPL            | 23 matchs / 16 buts | 4 matchs / 3 buts | -                       | 6 matchs          |
| 2011-2012 | Rangers FC    | SPL            | 22 matchs / 14 buts | 2 matchs / 2 buts | 4 matchs / 1 but (C1)   | 5 matchs          |
| 2011-2012 | Everton       | Premier League | 13 matchs / 9 buts  | 3 matchs / 2 buts | -                       | 5 matchs / 1 but  |
| 2012-2013 | Everton       | Premier League | 37 matchs / 7 buts  | 6 matchs / 1 but  | -                       | 4 matchs / 2 buts |
| 2013-2014 | Everton       | Premier League | 9 matchs            | 1 match / 2 buts  | -                       | 4 matchs          |
| 2013-2014 | Hull City     | Premier League | 16 matchs / 5 buts  | -                 | -                       | 5 matchs / 1 but  |
| 2014-2015 | Hull City     | Premier League | 7 matchs / 4 buts   | -                 | 3 matchs (C3)           | 1 match           |